# 阿比維爾 (堪薩斯州)
阿比維爾（英語：Abbyville）是一個位於美國堪薩斯州里諾縣的城市。

## 地方資料
根據2020年美國人口普查的數據，阿比維爾的面積為0.69平方千米，當中陸地面積為0.69平方千米，而水域面積為0.00平方千米。當地共有人口83人，而人口密度為每平方千米120.29人。